# Lijst van gemeentelijke monumenten in Aalsmeer
De gemeente Aalsmeer heeft 45 gemeentelijke monumenten, hieronder een overzicht. 

## Aalsmeer
De plaats Aalsmeer kent 42 gemeentelijke monumenten:
| Object                                                                  | Bouwjaar  | Architect                                                          | Locatie                              | Coördinaten                   | Nr.        | Afbeelding                                                              |
| ----------------------------------------------------------------------- | --------- | ------------------------------------------------------------------ | ------------------------------------ | ----------------------------- | ---------- | ----------------------------------------------------------------------- |
| Woonhuis "Rozenoord"                                                    | 1917      | J.W. Luik                                                          | Aalsmeerderweg 201                   | 52° 16' 39" NB, 4° 47' 17" OL | 0358/WN001 | Woonhuis "Rozenoord"                                                    |
| Vm. Stationsgebouw Aalsmeer Oost                                        | 1912      | Bouwbureau Hollandsche Electrische-Spoorweg-Maatschappij (H.E.S.M) | Aalsmeerderweg 208                   | 52° 16' 40" NB, 4° 47' 25" OL | 0358/WN002 | Vm. Stationsgebouw Aalsmeer Oost                                        |
|                                                                         |           |                                                                    | Aalsmeerderweg 473                   | 52° 17' 19" NB, 4° 49' 12" OL | 0358/WN003 | Meer afbeeldingen                                                       |
| Vm. bodewoning                                                          |           |                                                                    | Dorpsstraat 5                        | 52° 16' 12" NB, 4° 44' 46" OL | 0358/WN004 | Vm. bodewoning                                                          |
| Ophaalbrug Barendebrug                                                  |           | Firma P.H. Hormann                                                 | Dorpsstraat                          | 52° 16' 16" NB, 4° 45' 0" OL  | 0358/WN005 | Ophaalbrug Barendebrug                                                  |
|                                                                         |           |                                                                    | Hornweg 261                          | 52° 16' 26" NB, 4° 48' 4" OL  | 0358/WN007 |                                                                         |
| Transformatorhuisje                                                     | 1939      | Johannes Bernardus van Loghem                                      | Kastanjelaan 2                       | 52° 15' 53" NB, 4° 45' 49" OL | 0358/WN008 | Transformatorhuisje                                                     |
| Lijnbaankerk                                                            | 1936      | J.F. Berghoef                                                      | Lijnbaan 3, 3a, 5                    | 52° 16' 18" NB, 4° 45' 22" OL | 0358/WN011 | Lijnbaankerk                                                            |
| Gemaal                                                                  | 1935      | C.G.S. Steenis, J. vd Boogaard                                     | Machineweg 2a                        | 52° 16' 48" NB, 4° 47' 14" OL | 0358/WN012 | Gemaal                                                                  |
| Vm. machinistenwoning 't Polderhuis                                     | 1865      |                                                                    | Machineweg 2                         | 52° 16' 48" NB, 4° 47' 14" OL | 0358/WN013 | Vm. machinistenwoning 't Polderhuis                                     |
| Vm. veilinggebouw, nu bibliotheek                                       | 1912      | J.W. Luik                                                          | Marktstraat 19                       | 52° 16' 5" NB, 4° 44' 58" OL  | 0358/WN014 | Vm. veilinggebouw, nu bibliotheek                                       |
| Romp van een voormalige vijzelmolen                                     | 1857      |                                                                    | Mr. Jac Takkade 15-15b               | 52° 17' 32" NB, 4° 47' 42" OL | 0358/WN015 | Romp van een voormalige vijzelmolen                                     |
| Woonhuis                                                                | 1901      | Volkert Visser                                                     | Oosteinderweg 129                    | 52° 16' 36" NB, 4° 46' 25" OL | 0358/WN016 | Woonhuis                                                                |
| Oudkatholieke Kerk, pastorie en begraafplaats                           | 1860      |                                                                    | Oosteinderweg 392-394                | 52° 17' 6" NB, 4° 48' 2" OL   | 0358/WN017 | Oudkatholieke Kerk, pastorie en begraafplaats                           |
| Seringenpark                                                            | 1951      | Chris Broerse                                                      | Ophelialaan                          | 52° 16' 4" NB, 4° 46' 11" OL  | 0358/WN018 | Seringenpark                                                            |
| Gemeentehuis - oudbouw                                                  | 1962      | J.F. Berghoef                                                      | Raadhuisplein 1                      | 52° 16' 2" NB, 4° 45' 1" OL   | 0358/WN019 | Gemeentehuis - oudbouw                                                  |
| Transformatorhuisje                                                     | 1914-1920 | Johannes Bernardus van Loghem (P.E.N.)                             | Schinkeldijkje                       | 52° 17' 30" NB, 4° 49' 21" OL | 0358/WN020 | Upload foto                                                             |
| ULO-school                                                              | 1932      | Jan Wiebenga                                                       | Schoolstraat 4                       | 52° 16' 10" NB, 4° 44' 51" OL | 0358/WN021 | Meer afbeeldingen                                                       |
| Woonhuis                                                                | 1925      | J.W. Luik                                                          | Stationsweg 24                       | 52° 15' 56" NB, 4° 44' 59" OL | 0358/WN022 | Woonhuis                                                                |
| Schoorsteen van de voormalige kwekerij Gebroeders J. en A. van Alderden | 1928      |                                                                    | Stommeerkade 16, nabij Ketelhuis 38a | 52° 16' 0" NB, 4° 45' 14" OL  | 0358/WN023 | Schoorsteen van de voormalige kwekerij Gebroeders J. en A. van Alderden |
| Clubgebouw Zeilvereniging Nieuwe Meer                                   | 1926      | D. Greiner                                                         | Stommeerweg 2                        | 52° 15' 51" NB, 4° 44' 58" OL | 0358/WN024 | Clubgebouw Zeilvereniging Nieuwe Meer                                   |
| Kantoorpand "Hilverda"                                                  | 1913      | J.W. Luik                                                          | Stommeerweg 4                        | 52° 15' 52" NB, 4° 45' 3" OL  | 0358/WN025 | Kantoorpand "Hilverda"                                                  |
| Begraafplaats Boomkwekerskerkhof                                        | 1875      |                                                                    | Stommeerweg 11                       | 52° 15' 53" NB, 4° 45' 14" OL | 0358/WN026 | Meer afbeeldingen                                                       |
| Kerk O.L. Vrouw van de Berg Carmel                                      | 1931      | J.P.L. Hendriks                                                    | Stommeerweg 13                       | 52° 15' 51" NB, 4° 45' 9" OL  | 0358/WN027 | Kerk O.L. Vrouw van de Berg Carmel                                      |
| Klooster ’t Klooster Huys                                               | 1920      | P.J.S. Pietsers                                                    | Stommeerweg 15                       | 52° 15' 50" NB, 4° 45' 10" OL | 0358/WN028 | Klooster ’t Klooster Huys                                               |
| Clubgebouw Westend                                                      | 1923      | E.O.M. Ruhlwandl                                                   | Stommeerweg 72d                      | 52° 15' 42" NB, 4° 45' 10" OL | 0358/WN029 | Clubgebouw Westend                                                      |
| Woonhuis                                                                |           | Maarse                                                             | Stommeerweg 120                      | 52° 15' 35" NB, 4° 45' 18" OL | 0358/WN030 | Woonhuis                                                                |
| Woonhuis                                                                | 1972      | J.F. Berghoef                                                      | Stommeerweg 131                      | 52° 15' 29" NB, 4° 45' 28" OL | 0358/WN031 | Woonhuis                                                                |
| Woonhuis                                                                |           | W. Maarse                                                          | Uiterweg 9a                          | 52° 15' 59" NB, 4° 44' 53" OL | 0358/WN032 | Woonhuis                                                                |
| Schoorsteen                                                             | 1927-1930 |                                                                    | Uiterweg bij 46                      | 52° 15' 58" NB, 4° 44' 43" OL | 0358/WN044 | Schoorsteen                                                             |
| Woonhuis                                                                |           |                                                                    | Uiterweg 144                         | 52° 15' 48" NB, 4° 44' 13" OL | 0358/WN033 | Woonhuis                                                                |
| Woonhuis "Terra Nova"                                                   | 1910      | M. de Klerk                                                        | Uiterweg 222                         | 52° 15' 42" NB, 4° 43' 51" OL | 0358/WN034 | Woonhuis "Terra Nova"                                                   |
| Houten wachthuisje                                                      | 1901      |                                                                    | Uiterweg bij 222                     | 52° 15' 43" NB, 4° 43' 50" OL | 0358/WN045 | Houten wachthuisje                                                      |
| Ophaalbrug Aardbeienbrug                                                | 1949      |                                                                    | Uiterweg                             | 52° 15' 51" NB, 4° 44' 23" OL | 0358/WN035 | Ophaalbrug Aardbeienbrug                                                |
| Kwekerswoonhuis Stokkeland                                              | 1919      |                                                                    | Van Cleeffkade 7a                    | 52° 16' 4" NB, 4° 45' 2" OL   | 0358/WN036 | Kwekerswoonhuis Stokkeland                                              |
| Vm. veilinggebouw C.A.V.                                                | 1926      | J.F. Staal                                                         | Van Cleeffkade 15                    | 52° 16' 7" NB, 4° 45' 8" OL   | 0358/WN037 | Meer afbeeldingen                                                       |
| Winkel/woonhuis                                                         | 1926      | K. van Doorn                                                       | Zijdstraat 62                        | 52° 16' 5" NB, 4° 44' 52" OL  | 0358/WN038 | Winkel/woonhuis                                                         |
| Woonhuis                                                                | 1911      |                                                                    | Zijdstraat 64                        | 52° 16' 4" NB, 4° 44' 52" OL  | 0358/WN039 | Woonhuis                                                                |
| Woonhuis                                                                | 1911      |                                                                    | Zijdstraat 66                        | 52° 16' 4" NB, 4° 44' 52" OL  | 0358/WN040 | Woonhuis                                                                |
| Winkel/woonhuis                                                         | 1914      | J.W. Luik                                                          | Zijdstraat 68                        | 52° 16' 4" NB, 4° 44' 52" OL  | 0358/WN041 | Winkel/woonhuis                                                         |
| Dubbele spoorwachterswoning nr. 41                                      | 1916      |                                                                    | Zwarteweg 99                         | 52° 15' 37" NB, 4° 46' 3" OL  | 0358/WN042 | Dubbele spoorwachterswoning nr. 41                                      |
|                                                                         |           |                                                                    | Zwarteweg 101                        | 52° 15' 37" NB, 4° 46' 3" OL  | 0358/WN043 |                                                                         |

## Calslagen
De plaats Calslagen kent 1 gemeentelijk monument:
| Object | Bouwjaar | Architect | Locatie     | Coördinaten                  | Nr.        | Afbeelding |
| ------ | -------- | --------- | ----------- | ---------------------------- | ---------- | ---------- |
|        |          |           | Herenweg 83 | 52° 14' 1" NB, 4° 43' 58" OL | 0358/WN006 |            |

## Kudelstaart
De plaats Kudelstaart kent 2 gemeentelijke monumenten:
| Object                                              | Bouwjaar | Architect     | Locatie                  | Coördinaten                   | Nr.        | Afbeelding                                          |
| --------------------------------------------------- | -------- | ------------- | ------------------------ | ----------------------------- | ---------- | --------------------------------------------------- |
| Restaurant, ontwerpen in traditionalistische vormen | 1938     | J.F. Berghoef | Kudelstaartseweg 226     | 52° 14' 14" NB, 4° 44' 57" OL | 0358/WN009 | Restaurant, ontwerpen in traditionalistische vormen |
| R.K. kerk St Jan Geboorte met pastorie              | 1869     | Theo Asseler  | Kudelstaartseweg 245-247 | 52° 14' 16" NB, 4° 45' 2" OL  | 0358/WN010 | R.K. kerk St Jan Geboorte met pastorie              |